# Господь Гнева
«Госпо́дь Гне́ва» (лат. Deus Irae) — антивоенный постапокалиптический роман американских писателей Роджера Желязны и Филипа Дика, вышедший в 1976 году. Основной темой романа является двойственность Бога, а также особенности конструирования новых мифов. Начало романа было написано Филипом Диком, после чего он почувствовал, что не сможет продолжить роман из-за недостатка знаний о христианстве. Существенная часть романа была написана Роджером Желязны, для которого главным было переосмысление мифов, Филипом Диком была дописана последняя глава. Роман рассказывает историю паломничества по постапокалиптической Америке в поисках человеческого воплощения бога Гнева. Роман принято относить к творческой неудаче обоих авторов.

## Сюжет
После ядерной войны остатки человечества выживают в маленьких, слабо связанных друг с другом поселениях. Радиация вызвала множество странных мутаций среди людей и животных.
Возникла новая религия, верующие поклоняются «господу Гнева» и его человеческому воплощению Карлтону Люфтойфелю (от нем. Luft — воздух, и нем. Teufel — дьявол), бывшему накануне ядерной войны председателем Комиссии по разработке новых видов энергии. Он убедил правительство, что атомную войну можно начать, — неважно, сколько людей выживет, главное, что сохранятся технологии. По мнению Люфтойфеля, если технологии не будут утрачены, США выйдет из войны победителем. В реальности, однако, вся человеческая цивилизация была уничтожена.
В Шарлоттесвилле, штат Юта, служители религии Гнева проводят время в спорах с христианами. Служители Гнева предлагают гностическую концепцию бога, как средоточия всемирного зла.
Там же живёт и Тибор Макмастерс, безногий и безрукий художник, который должен нарисовать фреску Люфтойфеля на стене храма религии Гнева. Тибор Макмастерс пользуется специальными бионическими протезами, которые заменяют ему ноги и руки.
Проблема состоит в том, что никто не знает, как выглядел Люфтойфель. Поэтому местные служители Гнева просят Макмастерса отправиться в путешествие, чтобы разыскать его. Вслед за Макмастерсом путь начинает Питер Сэндз, наркоман и христианин, которого отправил отец Абернати, глава христианской общины. Цель Сэндза — помешать выполнению миссии Макмастерса.
Путешественники сталкиваются с мутировавшими животными, которые стали разумными. Они также встречают Супер-М — искусственный интеллект, когда-то построенный для сохранения всех знаний человечества, который в настоящее время буквально питается людьми.
Люфтойфель живёт под именем Джек Шульд (от нем. Schuld — вина) со своей умственно отсталой приёмной дочерью Алисой. Встретив Макмастерса, Шульд обещает проводить его к господу Гнева. Однако после того, как Шульд убивает собаку Макмастерса (она несколько раз бросалась на него), Макмастерс в порыве гнева убивает Шульда. Макмастерс так и не узнаёт, что убил бога Гнева. После смерти дух Люфтойфеля посещает Алису, чудесным образом исцеляя её ум. Происходят и другие чудесные явления. Отец Абернати переживает видение сада с тремя пальмами, он понимает, что большое зло погибло, и в мир пришло добро.
Питер Сэндз обманывает Макмастерса, показывая ему под видом Люфтойфеля простого умирающего бродягу, таким образом надеясь подорвать религию Гнева. Несмотря на обман, Макмастерс рисует фреску и получает признание как величайший из живущих художников.

## Персонажи
- Тибор Макмастерс — безногий и безрукий художник, передвигающийся с помощью бионических протезов. Главный герой романа, путешествует, чтобы нарисовать фреску бога Гнева на стене церкви[3].
- Пит Сэндз — спутник Тибора Макмастерса, христианин, его тайная цель — помешать Тибору Макмастерсу изобразить бога Гнева[3].
- Отец Абернати — глава местной христианской общины, «начальник» Пита Сэндза, который руководит его действиями по радио. В конце романа переживает видение сада трёх пальм, видение, с которым столкнулся во время написания романа сам Филип Дик[7].
- Карлтон Люфтойфель — человек, начавший ядерную войну, земное воплощение бога Гнева, живёт с умственно отсталой девочкой Алисой, которая считает его своим отцом. Страдает от видений крыс, вызванных шрапнелью, застрявшей в его голове; мечтает о мученической смерти, которая освободит его от боли[3]. Отмечалась двойственность его имени: если принять нем. Luft как искажённое англ. Love — любовь, оно противопоставляет любовь дьяволу[6].
- Алиса — приёмная умственно отсталая дочь Люфтойфеля[6]. После его смерти исцелилась, увидев во сне его дух[3].
- Супер-М — суперкомпьютер, искусственный интеллект, которому требуются человеческие жертвы[8].

## История создания
В 1963 году Филип Дик пережил видение огромного металлического лица с пустыми глазницами, смотрящего на него с неба. Этот лик он впоследствии назовёт «Богом Гнева», отождествляя с гностическим демиургом. В 1965 году началась дружба Филипа Дика с англиканским епископом Джеймсом А. Пайком, модернистом и критиком традиционной церкви, многие нормы которой он полагал устаревшими. Это знакомство побудило Дика заняться изучением истории раннего христианства. В том же году 50 страниц романа, озаглавленные как «Коленопреклонённый безногий человек» (англ. The Kneeling Legless Man), были отправлены писателю-фантасту Теду Уайту с предложением соавторства. Ранее Филип Дик уже продал ненаписанный роман издательству Doubleday. На протяжении двух лет Вайт никак не продвинулся в написании. В 1967 или 1968 году он показал страницы Дика Роджеру Желязны, которого роман заинтересовал. В 1968 году Желязны и Дик встретились в Сан-Франциско, чтобы обсудить будущее сотрудничество.
Основной темой романа Дик считал христианскую теологию, но, начав роман, по собственным словам, понял, что недостаточно владеет материалом. Желязны, в свою очередь, был уверен в своих силах. Таким образом, по результату встречи писатели договорились, что Желязны разработает тему христианства. Позднее Дик писал Желязны, что, прочитав его «Князя Света», считает, что у того не будет никаких проблем с дописыванием «Господа Гнева».
Во время написания романа Филип Дик использовал свои ранние рассказы «Великий K» (англ. Great C, 1953) и «Пересадочная планета» (англ. Planet for Transients, 1953), например, эпизод с ящероподобными мутантами слово в слово повторяет эпизод из второго рассказа.
В основном авторы работали над романом в 1970 и в 1975 годах. Роджер Желязны завершил работу над книгой в августе 1975 года. Филип Дик добавил последнюю главу и отправил рукопись издателю. Для Желязны основным автором был Филип Дик, он рассматривал роман как «проект Фила». Узнав о финансовых проблемах соавтора, Желязны добровольно уменьшил свою часть гонорара до одной трети. Книга была издана в 1976 году.

## Мифологические сюжеты
Роман типичен для творчества Желязны в том плане, что он часто прибегает к конструированию собственных миров на основе различных мифов. В романе остатки довоенных технологий продолжили своё существование как мифические силы. Центральный компьютер, теперь Супер-М, начинает требовать человеческих жертвоприношений; автоматический завод превращается в абсурдного огра. В романе переплетаются германский эпос и христианская мифология. Подобно Зигфриду, Тибор побеждает «вечного» червя, охраняющего некое сокровище. Сокровищами оказываются пружины из матраца. Тибор также смазывает свою тележку выделениями червя — этот эпизод пародирует купание в крови убитого дракона Зигфрида. После этого он обнаруживает, что понимает язык птиц. Окровавленное лицо Люфтойфеля, бога Гнева, отпечатывается на куске ткани, подобно туринской плащанице. Воскресение Люфтойфеля напоминает о воскресении Иисуса и других божествах-мучениках, с тем отличием, что смерть Люфтойфеля очищает мир от зла.
Бог Гнева, подобно христианскому Богу, совершает чудеса, однако это злые чудеса. Главный герой романа, сравнивая бога Гнева с богом христианства, приходит к выводу, что бог Гнева является садистом, в отличие от мазохиста христианского Бога, который «…создал людей такими, что они не могут пройти от рождения до могилы, не нарушив Его заповеди, не обидев Его, не причинив Ему боли тем или иным образом». Таким образом, религия Гнева в романе — это пародия на христианство. Люфтойфель, как и Христос, является одновременно и человеком, и воплощением божества. История церкви экстраполируется авторами в послеапокалиптическое будущее.
В образе Пита Сэндза Рикельс обнаруживает переосмысление легенды о Фаусте, который, подобно алхимику, смешивает различные галлюциногены, чтобы обрести знания о подлинной реальности.
Кроме того, Желязны обращается и к другим мифам. В романе присутствует новое прочтение мифов об Эдипе и Сфинксе. У Желязны роль Сфинкса отведена суперкомпьютеру Супер-М, который пожирает тех путников, на чьи вопросы он может ответить. Тибор Макмастер побеждает Супер-М, задав ему вопрос «что было началом Вселенной?».

## Тематика
В творчестве Филипа Дика роман занимает особое место, так как сочетает характерные особенности и раннего, и позднего периода, к последнему относят произведения после судьбоносных серий видений 1974 и 1975 годов. В январе-феврале 1974 года Филип Дик пережил видение сада с тремя пальмами, места, которое он противопоставлял символу зла — «чёрной стальной тюрьме», мороку, наведённому на мир Римской империей. Это видение Дик включил в роман: сад с тремя пальмами видит отец Абернати после гибели Люфтойфеля, понимая, что в мир пришло добро. Отец Абернати при этом цитирует Мильтона «Из зла выходит добро», далее рассуждая о том, что добро возможно только как следствие зла. В своих записях «Экзегеза» Дик, говоря о романе, запишет: «моя худшая книга, Deus Irae, — самая лучшая» (англ. My worst book, DEUS IRAE, is my best).
Основной темой романа стала парадоксальная двойственность бога. Оригинальное латинское название Deus Irae (Бог гнева) обыгрывает название известного католического гимна Dies Irae («День гнева»). В романе бог показан как всепожирающий хищник. Как следует из имени Люфтойфеля, он — дьявол, однако в то же время и бог, бог гнева. У Филипа Дика любая воспринимаемая реальность в той или иной степени истинна. В человеческом опыте бог может восприниматься и как Добро, и как бог Гнева, оба представления истинны. В Deus Irae неясно, кем является господь Гнева: сумасшедшим человеком или действительно сверхъестественным существом. Критики отмечали, что эта двойственность может быть простой небрежностью, а не авторской задумкой. Так, в частях романа, написанных Желязны, Люфтойфель — определённо простой смертный, в то время как в частях, написанных Филипом Диком, господь Гнева являет свой лик в небе (отсылка к ещё одному видению Дика). Финал романа, написанный Диком, постулирует характерную для позднего творчества писателя идею имманентности.
В романе отражены типичные для позднего Дика гностические настроения, писатель испытывал страх, что настоящий бог может быть подобием человека, его худших пороков и ничтожества. Кроме того, в романе отражён интерес Дика к немецкому влиянию на современную историю человечества.
В отличие от большинства постапокалиптических романов, в которых авторы концентрируются на последствиях апокалиптической катастрофы для жизни людей, зависящих от технологий, Желязны и Дик описывают духовный поиск людей, переживших атомную войну. Они показывают, что христианство не может дать ответы людям, уже пережившим конец света. Вместо христианства в романе показана новая развивающаяся религия, идеи которой отталкиваются от факта произошедшего армагеддона. Антивоенная направленность книги выражена в чудесном преображении планеты после убийства Люфтойфеля, бога Гнева — человека, начавшего войну. Для восстановления Земли нужно, чтобы погибла сама идея ядерного противостояния.

## Отзывы
Лаборатория фантастики

 Goodreads
После выхода романа во многих газетах были напечатаны в общем благожелательные отзывы. The Herald-News назвала роман провокационным и самым необычным среди постапокалиптических за последнее время. Творческий союз двух авторов назвали великолепным. Газета Longview Daily News назвала роман чёрной комедией, местами мрачной, местами весёлой. Основной темой романа была названа относительность добра и зла. В короткой рецензии, опубликованной в британской газете Birmingham Daily Post от 20 августа 1977 года, роман назвали коллективным трудом двух выдающихся авторов, от которого читателю будет не по себе. Роман также назвали непростым, претенциозным чтением. В положительном отзыве газеты Wishaw Press книга характеризовалась как неожиданная, забавная и очень изобретательная.
После переиздания романа Daw Paperbacks в 1984 году штатный критик газеты The Evening Sun назвал роман вариацией на тему постапокалипсиса, в которой нет ничего нового для этого жанра литературы.
В литературе, посвящённой научной фантастике, роман принято относить к творческой неудаче обоих авторов. В рецензии, в 1978 году вышедшей в журнале Foundation, литературовед Томас Шиппи назвал роман «искусственным», читающимся как самоплагиат Филиппа Дика. Влияние на текст Роджера Желязны критик посчитал слабым. Мифологические параллели Шиппи посчитал слишком очевидными, делающими счастливый конец книги предсказуемым, так как все мифы заканчиваются хорошо.
В более современных упоминаниях в контексте творчества обоих писателей роман также называли небрежным и плохо скомпонованным, имея в виду части, написанные разными авторами, и не соответствующим уровню обоих писателей.

## Издания
Роман был опубликован в 1976 году в издательстве Doubleday. В 1997 году Ken Lopez Booksellers опубликовал репринт авторского машинописной рукописи с пометками Филипа Дика. Части, написанные различными авторами, были специально обозначены. На русском языке роман был издан в 1995 году издательством «Полярис» в серии «Миры Роджера Желязны» в переводе В. Задорожного. Роман был переведён на французский, итальянский, нидерландский, немецкий, польский, португальский и испанский языки (см. список изданий).
Первые оригинальные издания романа:
- Dick, Philip K., Zelazny, Roger. Deus Irae. — First edition. — Garden City, New York: Doubleday, 1976. — 182 p. — ISBN 0-385-04527-1, 978-0-385-04527-8, 1-4000-3007-2, 978-1-4000-3007-1. (Первое американское издание)
- Dick, Philip K., Zelazny, Roger. Deus Irae. — London: Gollancz, 1977. — 182 p. — ISBN 0-575-02307-4, 978-0-575-02307-9. (Первое британское издание)

Переводы:
- Dick, Philip K., Zelazny, Roger. Der Gott des Zorns Science Fiction-Roman. — Dt. Erstveröff. — Bergisch Gladbach: Lübbe, 1979. — 172 S. — ISBN 3-404-01125-2, 978-3-404-01125-4. (немецкий)
- Zelazny, Roger, Dick, Philip K. Deus Irae. — Barcelona: Bruguera, 1977. — 251 p. — ISBN 84-02-05171-5, 978-84-02-05171-4. (испанский)
- Dick, Philip K., Zelazny, Roger. Deus irae : roman. — Paris: Denoël, 1977. — 255 p. — ISBN 2-207-50238-4, 978-2-207-50238-9. (французский)
- Dick, Philip K., Zelazny, Roger. Deus Irae. — Roma: Fanucci, 2017. — 236 p. — ISBN 8834734157. — ISBN 978-8834734155. (итальянский)
- Dick, Philip K. (Philip Kindred), , Zelazny, Roger. De god der gramschap : roman. — Utrecht: Bruna, 1978. — 237 p. — ISBN 90-229-9082-6, 978-90-229-9082-7. (нидерландский)
- Dick, Philip K. Deus Irae. — Wyd. 3 popr. — Poznań: Dom Wydawniczy "Rebis", 2014. — 269 S. — ISBN 978-83-7818-622-9, 83-7818-622-9. (польский)
- Dick, Philip K., Zelazny, Roger. O Deus da Fúria. — Lisboa: Livros do Brasil, 1982. — 183 p. — ISBN 9723802988. — ISBN 978-9723802986. (португальский)

Первое издание на русском языке:
- Желязны, Роджер, Дик, Филип. Миры Роджера Желязны. Том 6. — Рига: Полярис, 1995. — С. 193—446. — 447 с. — ISBN 5-88132-240-1.